# Оксоанион
Оксоанионът (оксианион) е химично съединение с обща формула AxOyz−, където A означава химичен елемент, а O - кислороден атом. Оксоанионите са образувани от мнозинство от химичните елементи. Формулата на едносъставните оксоаниони са подредени по октетно правило.

## Мономерни оксоаниони
| Степен на оксиление | Име              | Формула | Картинка |
| ------------------- | ---------------- | ------- | -------- |
| +1                  | хипохлоритен йон | ClO−    |          |
| +3                  | хлоритен йон     | ClO2−   |          |
| +5                  | хлоратен йон     | ClO3−   |          |
| +7                  | перхлоратен йон  | ClO4−   |          |

### Именуване
Ако централният атом не е в VІІА група
| Степен на оксиление на централния атом | Именуваща схема | Примери |
| -------------------------------------- | --------------- | --- |
| = Групово число                        | *-ат            | борат (BO33−), карбонат (CO32−), нитрат (NO3−), фосфат (PO43−), сулфат (SO42−), хромат (CrO42−), арсенат (AsO43−) |
| = Групово число − 2                    | *-ит            | нитрит (NO2−), фосфит (PO33−), сулфит (SO32−), арсенит (AsO33−)                                                   |
| = Групово число − 4                    | хипо-*-ит       | хипофосфит (PO23−), хипосулфит (SO22−)                                                                            |

Ако централният атом е в VІІА група
| Степен на оксиление на централния атом | Именуваща схема | Примери                                                                    |
| -------------------------------------- | --------------- | -------------------------------------------------------------------------- |
| = Групово число                        | пер-*-ат        | перхлорат (ClO4−), пербромат (BrO4−), перйодат (IO4-), перманганат (MnO4−) |
| = Групово число − 2                    | *-ат            | хлорат (ClO3-), бромат (BrO3−), йодат (IO3-)                               |
| = Групово число − 4                    | *-ит            | хлорит (ClO2−), бромит (BrO2−)                                             |
| = Групово число − 6                    | хипо-*-ит       | хипохлорит (ClO−), хипобромит (BrO−)                                       |